# Цао, Дорис
Дорис Цао (англ. Doris Ying Tsao; род. 1975, Чанчжоу, КНР) — американский учёный в области нейронаук, специалист в области системной психофизиологии, занимающаяся зрением у приматов. Профессор Калифорнийского технологического института и (с 2015 года) исследователь Медицинского института Говарда Хьюза, член НАН США (2020).

## Биография
Родилась в семье Томаса Цао (Thomas Tsao), а когда ей было четыре года, они переехали в США. Выросла там в College Park, Maryland. Вспоминала, что в старших классах школы пристрастилась к чтению биографий учёных и композиторов.
Окончила Калифорнийский технологический институт (бакалавр наук, 1996), изучала биологию и математику. В 2002 году в Гарвардском университете получила степень доктора философии по нейронаукам — под началом нейробиолога Margaret Livingstone, с 2002 по 2003 год постдок в её с Дэвидом Хьюбелом лаборатории, нобелевского лауреата, к ученикам которого себя причисляет. С 2004 по 2008 год возглавляла независимую исследовательскую группу в германском Бременском университете, одновременно в те же годы приглашённый учёный Гарвардской медицинской школы. Затем в 2008 году возвратилась в альма-матер Калифорнийский технологический институт как ассистент-профессор, с 2014 года его полный профессор биологии, с 2016 года также директор университетского T&C Chen Center for Systems Neuroscience. Являлась ассоциированным редактором Journal of Neuroscience.
Увлекается игрой на скрипке.

## Награды и отличия
- National Merit Scholar[англ.] (1993)
- Sofia Kovalevskaya Award[англ.] фонда Александра фон Гумбольдта (2004)
- Eppendorf & Science Prize for Neurobiology (2006)
- Technology Review TR35[англ.] (2007)
- Стипендия Слоуна (2009)
- NARSAD[англ.] Young Investigator (2009)
- John Merck Scholar (2009)
- Searle Scholar Award[англ.] (2009)
- NSF CAREER Award[англ.] (2009)
- DARPA Young Faculty Award (2009)
- Presidential Early Career Award for Scientists and Engineers[англ.] (2009)
- Mcknight Technological Innovations in Neuroscience Award (2012)
- NIH Director's Pioneer Award[англ.] (2012)
- Golden Brain Award[англ.], Minerva Foundation (2014)
- W. Alden Spencer Award[англ.] (2016)
- Perl-UNC Prize[англ.] (2017)[5]
- Стипендия Мак-Артура (2018)[4]
- Karl Spencer Lashley Award[англ.] (2020)
- Премия Кавли (2024)